# Löwe von Radio Luxemburg
Der Löwe von Radio Luxemburg war ein Hörfunk- bzw. Fernsehpreis, den der Sender Radio Luxemburg bzw. RTL-Radio von 1959 bis 1995 an Künstler aus dem Bereich des Schlagers und der Popmusik vergab. Später wurde der Preis auch für andere Kategorien, wie etwa Politik (ab 1990) verliehen.
Der Preis wog mit Sockel 2,5 kg und war 26 cm hoch. Er wurde von dem Luxemburger Maler und Bildhauer Auguste Trémont 1958 in seinem Atelier entworfen und gegossen.
Der Löwe ging schließlich Ende der 1990er-Jahre zusammen mit dem Telestar von ARD und ZDF im Deutschen Fernsehpreis auf.

## Geschichte
Erfinder der Löwenverleihung war unter anderem der Moderator und Schlagersänger Camillo Felgen. Mit den Löwen sollten die erfolgreichsten Stars der Hitparade von Radio Luxemburg ausgezeichnet werden. Maßgebend waren Verkaufszahlen und die Hitparadeneinsätze.
Die erste Verleihung fand am 17. März 1959 in Frankfurt am Main statt. Damals wurden nur drei Bronzelöwen verliehen. Bei der zweiten Verleihung im selben Jahr in der Grugahalle Essen wurden bereits Löwen in Gold, Silber und Bronze verliehen. Ab 1960 wurden dann jährlich zweimal die Löwen in Gold, Silber und Bronze verliehen.
Bis in die 1960er Jahre waren es vornehmlich deutsche Schlagerinterpreten, die ausgezeichnet wurden, dann kam der Trend zu englischsprachigen Liedern. Anfangs wurden die Preise nur vor wenigen Journalisten verliehen. Später wurden sie im Rahmen einer großen Unterhaltungsgala vergeben. Ab 1973 gab es auch regelmäßig Ehrenlöwen.
Seit den 80er Jahren gab es die Preise nur noch einmal im Jahr. Später wurden die Goldenen Löwen in mehreren Kategorien verliehen, auch gab es Club-Löwen, Publikums-Löwen, Politik-Löwen (ab 1990) oder sonstige Versionen, wie etwa den Platin-Löwen.

## Die Preisträger ab 1959
|     | Jahr | Veranstaltungsort           | Gold                                                                                         | Silber                                                                                                | Bronze                                                                                               | Ehrenlöwe                                               |
| --- | ---- | --------------------------- | -------------------------------------------------------------------------------------------- | --- | --- | ------------------------------------------------------- |
| 1.  | 1959 | Frankfurt am Main           | wurde noch nicht verliehen                                                                   | wurde noch nicht verliehen                                                                            | Fred Bertelmann (Der lachende Vagabund) Cornelia Froboess (I Love You Baby) Peter Kraus (Sugar Baby) | wurde noch nicht verliehen                              |
| 2.  | 1959 | Essen                       | Peter Kraus (Sugar Baby)                                                                     | Cornelia Froboess (I Love You Baby)                                                                   | Nilsen Brothers (Tom Dooley)                                                                         | wurde noch nicht verliehen                              |
| 3.  | 1959 | Baden-Baden                 | Freddy Quinn (Die Gitarre und das Meer)                                                      | James Brothers (Cowboy-Billy)                                                                         | Dalida (Am Tag, als der Regen kam)                                                                   | wurde noch nicht verliehen                              |
| 4.  | 1960 | An Bord der „United States“ | Freddy Quinn (Unter fremden Sternen)                                                         | Freddy Quinn (Du mußt alles vergessen)                                                                | Ivo Robić (Morgen)                                                                                   | wurde noch nicht verliehen                              |
| 5.  | 1960 | Wiesbaden                   | Freddy Quinn (Irgendwann gibt’s ein Wiedersehen)                                             | René Carol (Kein Land kann schöner sein)                                                              | Jan & Kjeld (Banjo Boy)                                                                              | wurde noch nicht verliehen                              |
| 6.  | 1961 | An Bord der „United States“ | Connie Francis (Die Liebe ist ein seltsames Spiel)                                           | Lale Andersen (Ein Schiff wird kommen)                                                                | Caterina Valente (Rosalie, mußt nicht weinen)                                                        | wurde noch nicht verliehen                              |
| 7.  | 1961 | Wiesbaden                   | Gus Backus (Da sprach der alte Häuptling)                                                    | Ivo Robić (Mit 17 fängt das Leben erst an)                                                            | Peter Steffen (Als ich ein kleiner Junge war)                                                        | wurde noch nicht verliehen                              |
| 8.  | 1962 | Bad Soden                   | Freddy Quinn (La Paloma)                                                                     | Nana Mouskouri (Weiße Rosen aus Athen)                                                                | Peter Kraus (Schwarze Rose Rosemarie)                                                                | wurde noch nicht verliehen                              |
| 9.  | 1962 | Essen                       | Freddy Quinn (Wann kommt das Glück auch zu mir)                                              | Mina (Heißer Sand) Cornelia Froboess (Zwei kleine Italiener)                                          | Orchester Bob Moore (Mexico)                                                                         | wurde noch nicht verliehen                              |
| 10. | 1963 | Essen                       | Freddy Quinn (Junge, komm bald wieder)                                                       | Will Brandes (Baby-Twist)                                                                             | Sacha Distel (Adios Amigo) Joe Dassin (Ya Ya)                                                        | wurde noch nicht verliehen                              |
| 11. | 1963 | SS „Homeric“                | Jan & Kjeld (Auf meinem alten Banjo)                                                         | Rex Gildo (Zwei blaue Vergissmeinnicht)                                                               | Manuela (Schuld war nur der Bossa Nova)                                                              | wurde noch nicht verliehen                              |
| 12. | 1964 | Düsseldorf                  | Freddy Quinn (Laß mich noch einmal in die Ferne)                                             | Gitte Hænning (Ich will ’nen Cowboy als Mann)                                                         | Medium-Terzett (Winnetou-Lied) Gitte und Rex Gildo (Vom Stadtpark die Laternen)                      | Manuela (Sonderpreis „Goldene Bonny“)                   |
| 13. | 1965 | Knokke                      | Petula Clark (Downtown)                                                                      | Martin Lauer (Taxi nach Texas)                                                                        | Hans-Jürgen Bäumler (Wunderschönes fremdes Mädchen)                                                  | wurde noch nicht verliehen                              |
| 14. | 1966 | Essen                       | Udo Jürgens (Siebzehn Jahr, blondes Haar)                                                    | Roy Black (Du bist nicht allein)                                                                      | Drafi Deutscher (Marmor, Stein und Eisen bricht)                                                     | wurde noch nicht verliehen                              |
| 15. | 1966 | Essen                       | Freddy Quinn (Hundert Mann und ein Befehl)                                                   | Roy Black (Ganz in Weiß)                                                                              | Chris Andrews (Yesterday Man)                                                                        | wurde noch nicht verliehen                              |
| 16. | 1967 | Essen                       | Roy Black (Irgendjemand liebt auch dich)                                                     | Dave Dee, Dozy, Beaky, Mick & Tich (Bend it)                                                          | Rex Gildo (Augen wie zwei Sterne)                                                                    | wurde noch nicht verliehen                              |
| 17. | 1967 | Essen                       | Roy Black (Frag nur dein Herz)                                                               | Mireille Mathieu (Paris en colere)                                                                    | Engelbert (Release Me)                                                                               | wurde noch nicht verliehen                              |
| 18. | 1968 | Essen                       | Bee Gees (Massachusetts)                                                                     | Roy Black (Meine Liebe zu dir)                                                                        | Peter Alexander (Der letzte Walzer)                                                                  | Roy Black („Goldenes Radio der Starparade“)             |
| 19. | 1968 | Essen                       | Peter Alexander (Schön muss es sein, dich zu lieben) Heintje (Zwei kleine Sterne)            | Manuela (Wenn es Nacht wird in Harlem)                                                                | Dorthe (Sind sie der Graf von Luxemburg)                                                             | wurde noch nicht verliehen                              |
| 20. | 1969 | Essen                       | Heintje (Heidschi Bumbeidschi)                                                               | Peter Alexander (Komm und bedien dich) Udo Jürgens (Mathilda)                                         | Freddy Quinn (Meine Welt – deine Welt)                                                               | wurde noch nicht verliehen                              |
| 21. | 1969 | Essen                       | Peter Alexander (Liebesleid)                                                                 | Freddy Quinn (Alle Abenteuer dieser Erde)                                                             | Adamo (Es geht eine Träne auf Reisen)                                                                | wurde noch nicht verliehen                              |
| 22. | 1970 | Essen                       | Ricky Shayne (Es wird ein Bettler zum König)                                                 | Michael Holm (Mendocino) Andy Kim (Baby I Love You)                                                   | The Equals (Viva Bobby Joe)                                                                          | wurde noch nicht verliehen                              |
| 23. | 1970 | Essen                       | Roy Black (Dein schönstes Geschenk)                                                          | Christian Anders (Nie mehr allein)                                                                    | Peter Maffay (Du) Tee Set (Ma belle amie)                                                            | wurde noch nicht verliehen                              |
| 24. | 1971 | Dortmund                    | Miguel Ríos (A Song of Joy)                                                                  | Roy Black (Ich hab geträumt, das Glück kam heut zu mir)                                               | Daliah Lavi (Oh, wann kommst du)                                                                     | wurde noch nicht verliehen                              |
| 25. | 1971 | Essen                       | Roy Black (Für dich allein)                                                                  | Freddy Quinn (St. Helena)                                                                             | Vicky Leandros (Ich bin)                                                                             | wurde noch nicht verliehen                              |
| 26. | 1972 | Dortmund                    | Roy Black und Anita (Schön ist es auf der Welt zu sein)                                      | Daliah Lavi (Willst du mit mir gehn) Udo Jürgens (Zeig mir den Platz an der Sonne)                    | Chris Roberts (Hab ich dir heute schon gesagt, daß ich dich liebe)                                   | wurde noch nicht verliehen                              |
| 27. | 1972 | Essen                       | The Congregation (Softly Whispering I Love You)                                              | Mouth & MacNeal (How Do You Do)                                                                       | Christian Anders (Es fährt ein Zug nach nirgendwo)                                                   | wurde noch nicht verliehen                              |
| 28. | 1973 | Dortmund                    | Jürgen Marcus (Eine neue Liebe ist wie ein neues Leben) Roy Black (Mein Herz ist bei dir)    | Christian Anders (6 Uhr früh in den Straßen)                                                          | The Spotnicks (If You Could Read My Mind)                                                            | Ernst Huberty für ARD Sportschau                        |
| 29. | 1973 | Essen                       | Bernd Clüver (Der Junge mit der Mundharmonika) Jürgen Marcus (Ein Festival der Liebe)        | Cliff Richard (Power to All Our Friends)                                                              | Cindy & Bert (Immer wieder sonntags)                                                                 | Peter Alexander                                         |
| 30. | 1974 | Dortmund                    | Bernd Clüver (Der kleine Prinz) Lobo (I’d Love You to Want Me)                               | Chris Roberts (Warum)                                                                                 | Jürgen Marcus (Schmetterlinge können nicht weinen)                                                   | Walter Scheel (Hoch auf dem gelben Wagen)               |
| 31. | 1974 | Essen                       | ABBA (Waterloo) Jürgen Marcus (Irgendwann kommt jeder mal nach San Francisco)                | Christian Anders (Einsamkeit hat viele Namen)                                                         | Bernd Clüver (Das Tor zum Garten der Träume)                                                         | James Last                                              |
| 32. | 1975 | Dortmund                    | Gitte Hænning (Ich hab die Liebe verspielt in Monte Carlo) Michael Holm (Tränen lügen nicht) | Howard Carpendale (Du fängst den Wind niemals ein)                                                    | George McCrae (Rock Your Baby)                                                                       | Gotthilf Fischer (Fischer-Chöre)                        |
| 33. | 1975 | Dortmund                    | Udo Jürgens (Griechischer Wein)                                                              | Jürgen Marcus (Ein Lied zieht hinaus in die Welt)                                                     | Freddy Quinn (Die Insel Niemandsland)                                                                | Rudi Carrell                                            |
| 34. | 1976 | Dortmund                    | Jürgen Marcus (Ein Engel, der mich liebt) Mireille Mathieu (Der Zar und das Mädchen)         | Juliane Werding (Wenn du denkst, du denkst, dann denkst du nur, du denkst)                            | George Baker Selection (Paloma Blanca)                                                               | Rosi Mittermaier                                        |
| 35. | 1976 | Dortmund                    | Pussycat (Mississippi)                                                                       | Frank Farian (Rocky)                                                                                  | Roy Black (Liebe, wie sie dir gefällt) Brotherhood of Man (Save Your Kisses for Me)                  | Otto Waalkes                                            |
| 36. | 1977 | Dortmund                    | Bay City Rollers (Rock and Roll Love Letters)                                                | Peter Alexander (Die kleine Kneipe) Jürgen Drews (Ein Bett im Kornfeld)                               | David Dundas (Jeans On)                                                                              | Heino                                                   |
| 37. | 1977 | Dortmund                    | Baccara (Yes Sir, I Can Boogie) Smokie (Living Next Door to Alice)                           | Jürgen Marcus (Die Uhr geht vor)                                                                      | Willem (Tarzan ist wieder da)                                                                        | „an einen jungen Mann stellvertretend für das Publikum“ |
| 38. | 1978 | Dortmund                    | Uriah Heep (Lady in Black)                                                                   | Boney M. (Belfast)                                                                                    | Tony Holiday (Tanze Samba mit mir)                                                                   | Curd Jürgens                                            |
| 39. | 1978 | Dortmund                    | Boney M. (Rivers of Babylon)                                                                 | Udo Jürgens und die Nationalelf (Buenos Dias Argentina)                                               | Vader Abraham (Das Lied der Schlümpfe)                                                               | Caterina Valente                                        |
| 40. | 1979 | Dortmund                    | Village People (Y.M.C.A.)                                                                    | Andrea Jürgens (Ich zeige dir mein Paradies)                                                          | Karel Gott (Das Mädchen aus Athen)                                                                   | Freddy Quinn                                            |
| 41. | 1979 | Dortmund                    | Dschinghis Khan (Dschinghis Khan)                                                            | Andrea Jürgens (Tina ist weg) Karel Gott (Babicka)                                                    | Patrick Hernandez (Born to Be Alive)                                                                 | Harry Belafonte                                         |
| 42. | 1980 | Dortmund                    | Peter Maffay (So bist du)                                                                    | Rockefeller (Here Comes the Queen)                                                                    | Andrea Jürgens (Ein Herz für Kinder)                                                                 | Milva                                                   |
| 43. | 1980 | Dortmund                    | Mike Krüger (Der Nippel)                                                                     | Howard Carpendale (Wie frei willst du sein)                                                           | Freddy Quinn (Istanbul ist weit) Earth and Fire (Weekend)                                            | Julia Migenes                                           |
| 44. | 1981 | Dortmund                    | Secret Service (Ten o’ Clock Postman)                                                        | Howard Carpendale (Es geht um mehr)                                                                   | Roland Kaiser (Santa Maria)                                                                          | Fats Domino                                             |
| 45. | 1981 | Dortmund                    | Visage (Fade to Grey)                                                                        | Roland Kaiser (Lieb’ mich ein letztes Mal)                                                            | Bernie Paul (In Dreams)                                                                              | Udo Lindenberg                                          |
| 46. | 1982 | Dortmund                    | Nicole (Ein bißchen Frieden)                                                                 | Roland Kaiser (Dich zu lieben) Peter Maffay (Lieber Gott)                                             | Spider Murphy Gang (Schickeria) Hubert Kah (Rosemarie)                                               | Frank Elstner                                           |
| 47. | 1983 | Dortmund                    | F. R. David (Words)                                                                          | Andy Borg (Arrivederci Claire)                                                                        | Geier Sturzflug (Bruttosozialprodukt) Peter Schilling (Major Tom)                                    | Peter Hofmann                                           |
| 48. | 1984 | Dortmund                    | Nino de Angelo (Jenseits von Eden)                                                           | Howard Carpendale (Hello Again) Tony Marshall (Ach laß mich doch in Deinem Wald der Oberförster sein) | Andrea Jürgens (Spanien ist schön (olé, olé))                                                        | Gitte Hænning Giorgio Moroder                           |
| 49. | 1985 | Dortmund                    | Modern Talking (You’re My Heart, You’re My Soul)                                             | G. G. Anderson (Santa Lucia – versunken im Meer)                                                      | Opus (Live Is Life)                                                                                  | Boney M. Jack White                                     |
| 50. | 1986 | Dortmund                    | Modern Talking (Atlantis Is Calling)                                                         | Chris Norman (Midnight Lady)                                                                          | Roy Black (Wahnsinn)                                                                                 | nicht verliehen                                         |
| 51. | 1987 | Dortmund                    | Jürgen von der Lippe (Guten Morgen, liebe Sorgen)                                            | Erste Allgemeine Verunsicherung (Fata Morgana)                                                        | Roy Black (Geträumt)                                                                                 | Udo Jürgens                                             |
| 52. | 1988 | Dortmund                    | France Gall (Ella, elle l’a)                                                                 | Eros Ramazzotti (Adesso tu)                                                                           | Sandra (Everlasting Love)                                                                            | Paul Anka                                               |
| 53. | 1989 | Dortmund                    | David Hasselhoff (Looking for Freedom)                                                       | Bonnie Bianco (Straight from Your Heart)                                                              | Nicki (Koana war so wie Du)                                                                          | Cliff Richard                                           |
| 54. | 1990 | Dortmund                    | Matthias Reim (Verdammt, ich lieb’ Dich)                                                     | Viktor Lazlo & Stefan Waggershausen (Das erste Mal tats noch weh)                                     | Nick Kamen (I Promised Myself)                                                                       | Howard Carpendale                                       |
| 55. | 1991 | Dortmund                    | Diether Krebs & Gundula Ulbrich (Ich bin der Martin, ne)                                     | Udo Lindenberg (Ein Herz kann man nicht reparieren)                                                   | Marc Cohn (Walking in Memphis)                                                                       | Peter Maffay                                            |
| 56. | 1992 | Dortmund                    | Shanice (I Love Your Smile)                                                                  | Curtis Stigers (I Wonder Why)                                                                         | Uwe Ochsenknecht (Only One Woman) Londonbeat (I’ve Been Thinking About You)                          | Gipsy Kings Michael Jackson                             |

Die 56. Verleihung war die letzte im klassischen Gewand.

## 57. Verleihung
Die Verleihung fand am 16. Oktober 1993 in der Westfalenhalle in Dortmund statt.
- Rock/Pop:
  - Gold – Die Fantastischen Vier
  - Silber – Dr. Alban
  - Bronze – The Beloved
- Oldies:
  - Gold – Boney M featuring L. Mitchell
  - Silber – The Hollies
  - Bronze – Desmond Dekker & the Aces sowie Barry Ryan
- Cover-Versionen:
  - Gold – Bryan Ferry
  - Silber – Cut’N’Move
  - Bronze – Chess
- Ehrenlöwen: Chris Rea und Jochen Pützenbacher
- Clublöwe: David Hasselhoff

## 58. Verleihung
Die Verleihung fand am 22. Oktober 1994 in der Westfalenhalle in Dortmund statt.
- Goldene Löwen Musik: Percy Sledge, Status Quo und Lucilectric
- Goldene Löwen Musical: Peter Hofmann, Anna Maria Kaufmann, Hartwig Rudolz und Stella Musical Management
- Platin-Löwe: Peter Maffay
- Clublöwe Show: Pur und Team von RTL Samstag Nacht
- Publikums-Löwen: Harry Wijnvoord und Werner Schulze-Erdel
- Politik-Löwe: Johannes Rau

## 59. Verleihung
Die letzte Löwenverleihung von RTL-Radio fand am 21. Oktober 1995 in der Westfalenhalle in Dortmund statt. Die Kelly Family gewann den Goldenen Löwen 1995.